# 前主系列星
前主系列星（ぜんしゅけいれつせい、pre-main-sequence star、PMS）は、分子雲内部で星形成が始まってから主系列星に進化するまでの段階にある星である。原始星やTタウリ型星、ハービッグAe/Be型星が該当する。

## 概要
主系列星のエネルギー源は水素の核融合反応であるのに対して、前主系列星のエネルギー源は重力収縮である。前主系列星は、スペクトル線で重力と温度の相関関係を測定することによって主系列の矮星から区別することができる。前主系列星は主系列星よりも大きな半径を持つが、密度や表面重力は小さい。前主系列星は、星の誕生線を超えた後に可視光で見えるようになる。前主系列星の段階にある期間は、恒星の生涯の1%以下である（これに対して、主系列星である期間は80%以上である）。この段階にある期間は、全ての恒星が密度の高い原始惑星系円盤を持っていると信じられている。

## 原始星
分子雲コアの内部で生じた不安定性や周辺で起きた超新星爆発の衝撃波の影響によって密度の高い部分が生じることで星形成が始まる。密度の高い部分は自己重力で収縮していくが、中心領域の密度が10-10g/cm3くらいになると重力収縮に拮抗するほど圧力が十分大きくなって収縮が止まり、水素分子を主成分とする準静的な構造を持つ天体が生まれる。この天体を「第一のコア (first core) 」と呼ぶ。第一のコアの中心部分の密度増加と温度上昇は引き続き進行しており、やがて温度が2000 K程度になると水素分子が解離することによって圧力が下がるため再び急激な重力収縮を始め、最終的に1g/cm3程度の密度を持つ準静水圧平衡状態の「第二のコア (second core) 」が生まれる。観測的に通常議論される原始星に対応する天体はこの第二のコアのことである。原始星は濃いガスとダストに覆われていて、主に赤外線や電波で観測される。

## Tタウリ型星
原始星は周辺のガスやダストを吸収して成長し、自己重力によるポテンシャルエネルギーを熱に変えて温度が上昇し、熱放射を始める。2太陽質量 (M☉)未満の比較的質量の小さな星はTタウリ型星として観測される。Tタウリ型星は表面からの放射によりエネルギーを失うことで星全体がゆっくり収縮（前主系列収縮）している。Tタウリ型星は収縮によって光度を下げ、HR図の林トラックに沿って上から下に移動する。やがて星の中心部が高熱となると、ヘニエイトラックに沿ってHR図を右下から左上方向に進化する。
2-10 M☉程度の中質量星は、A型からB型のスペクトルを持つハービッグAe/Be型星として観測される。これ以上の質量を持つ大質量星では、質量降着が急速で、まだ質量が増加しつつある原始星の段階で既に中心で水素核融合が起こり始めるため、Tタウリ型やハービッグAe/Be型に対応する段階を経ずに主系列星となると考えられる。
原始星やTタウリ型星、ハービッグAe/Be型星では、まだ水素の核融合反応は始まっていない。重力収縮により中心部の温度が1000万度程度になると水素の核融合が始まり、中心部で産生されるエネルギーと表面のエネルギー放出が釣り合うと安定して輝く主系列星の段階となる。